# 黒田俊雄
黒田 俊雄（くろだ としお、 1926年1月21日 - 1993年1月26日）は、日本の歴史学者。大阪大学名誉教授。専門は日本中世史。文学博士。『黒田俊雄著作集』全8巻（法藏館）がある。

## 経歴
1926年、富山県生まれ。第四高等学校文科甲類卒業。1948年、京都大学文学部史学科を卒業。
1955年、神戸大学教育学部専任講師に着任。1961年、大阪大学文学部助教授となった。1975年、同大教授に昇進。1981年から3期学術会議会員を務めた。1983年、学位論文『日本中世の国家と宗教』を大阪大学に提出して文学博士号を取得。1989年、大阪大学を定年退任し、名誉教授となった。その後は同年より大谷大学教授として教鞭をとった。

## 研究内容・業績

### 権門体制論
- 権門体制論は、黒田が提唱した中世国家論であり、中世の社会史・政治史・制度史研究の上で最も重要な議論の一つである。権門体制論は、1963年発行の岩波講座『日本歴史 中世2』所収の論文「中世の国家と天皇」で黒田が初めて提唱した。古代から中世への日本社会の展開について、旧体制である天皇を代表とする公家権力と宗教権力、新興の武家権力が三つ巴の対立抗争を行っている社会であるとの従来の見解に対し、公家権門・宗教権門・武家権門の三者がそれぞれ相互補完的関係を持ち、一種の分業に近い形で権力を行使したのが日本の中世であると主張。学界に大きな影響を与えた。
  - 黒田は中世の皇室について、公家・武家・寺家と呼応する[4]学術用語として、「王家」を採用した[5]。

- 一方、今谷明は、黒田の「権門体制論」は平泉澄の研究の引き写しで剽窃であるとし、「中世の国家と天皇」においても平泉の著書の引用を忌避していると指摘している[6][7]。
  - ただし、今谷の指摘に対しても、細川涼一は今谷が黒田が平泉の著書からの引用であることを言明している「建武政権の宗教政策」（1975年）や「中世寺院史と社会生活史」（1988年）に関して触れることを忌避していると指摘するとともに、平泉の顕密仏教衰退論を正反対の性格を持つ黒田の顕密体制論に結び付けるなどの平泉の著作や研究に対する基本的な誤認があると批判している[8]。

### 天皇観
- 戦後の良心的歴史学者の天皇制解明の重点は、天皇の神性の否定や、社会構成史の観点からの天皇権力の断絶の説明であったとし、しかしそれだけでは彼等（天皇）の詐術を断ち切ることはできないと主張。そして「歴史上の天皇は、ときに生身の実権者であり、ときに権力編成の頂点であり、ときに精神的呪縛の装置であった。」とし、この三つの諸側面を適宜入れ替え組み合わせてきたことが、天皇制を操作してきた権力の真実であり、現代でも詐術師たちは、自分ではこれを使い分けながら、あえて混同させて人々を欺いていると日本共産党の機関紙『赤旗』にて主張した[9]。
- 昭和天皇について、「戦争の責任者であるし、世界の諸国民を含めて人民を苦しめた張本人だということをハッキリさせることが大事なんです。」と昭和天皇の戦争責任論を主張し、また「戦後の新しい憲法になってからは国王でも国家権力の当事者でもなくなったけれども、それまではずっと国王だったし、明治以降も絶対君主だったことを見ておかないと。一九四五年でずいぶん変わって、いまは憲法のおかげと民主勢力の力で一応押さえこんであるわけですが、力をゆるめると頭をもたげてくるわけですから、そういうことを注意しないといけないんです」「マスコミなんかも、言葉づかいからして「崩御」などと旧憲法時代と同じ言葉を使うわけで、こういうことを打ち破っていかないといけないんですね。」と天皇批判を唱え[10]、昭和天皇が重病となった際には「かのご老人の病状は、かなり危ないという」「いよいよXデーは、本番が近づいたらしい」などという発言もあった[11]。

## 家族・親族
- 娘：黒田景子は南タイ・マレーシア史を専門とする歴史学者。

## 著書
- 『日本の歴史8 蒙古襲来』中央公論社 1965年、中公文庫 1974年、改版2004年
- 『体系日本歴史2　荘園制社会』日本評論社 1967年
- 『日本中世封建制論』東京大学出版会 1974年
- 『日本中世の国家と宗教』岩波書店 1975年
- 『現実のなかの歴史学』東京大学出版会 1977年
- 『寺社勢力 もう一つの中世社会』岩波書店〈岩波新書〉 1980年
- 『歴史学の再生 中世史を組み直す』校倉書房 1983年
- 『王法と仏法 中世史の構図』法藏館 1983年、同・文庫 2020年
- 『中世民衆の世界』三省堂 1988年
- 『村と戦争 兵事係の証言』桂書房 1988年
- 『日本中世の社会と宗教』岩波書店 1990年
- 『黒田俊雄著作集』全8巻 法蔵館 1994年 - 1995年